# Jadel (cantante)
Javier Luis Delgado (Vistabella, Santa Cruz de Tenerife, Canarias, 1 de junio de 1987), conocido artísticamente como Jadel, es un cantante, compositor, músico y productor musical español.
Es conocido por participar y ganar la primera edición de El número uno de Antena 3 y también por su participación en otros programas musicales como Dando la nota, Factor X, La Voz, Top Star o Tu cara me suena.
Como compositor musical posee un disco de platino.

## Biografía
Javier Luis Delgado nació en el barrio de Vistabella, en el municipio canario de Santa Cruz de Tenerife.
Se dio a conocer en 2012 por su participación en el talent show El número uno de Antena 3, en el que resultó ganador, arrebatándole la victoria a Roko.
En 2010 ganó el premio estrella Music Awards en Miami representando a España. En 2011 publicó su primer disco Dentro del alma, en el que se inlucían singles como Perdono, un tema con el que homenajeaba a su abuelo recién fallecido. En 2019 publicó su álbum Vivo. También ha participado en teatros musicales como Evita o Jesucristo Superstar, dirigidos por Jaime Azpilicueta.
Como compositor y productor musical ha trabajado con artistas como David Bustamante, Ana Guerra y Gemeliers.
En 2016 fue uno de los concursantes del talent show Factor X. En 2021 fue concursante del programa Top Star ¿Cuánto vale tu voz? de Telecinco, en el que tuvo a Danna Paola como mentora.
También ha participado como artista invitado en numerosos formatos de televisión como en Dando la nota o La Voz.
En 2023 participó en la décima edición de Tu cara me suena, quedando en 4.ª posición.
Jadel siempre ha estado muy vinculado al Carnaval de Santa Cruz de Tenerife; en los años 2016 y 2017 fue presentador de la Gala de elección de la Reina del Carnaval; y en 2023 fue el autor de la canción oficial de la fiesta.

## Vida privada
Mantuvo una sonada relación con la cantante Ana Guerra durante más de tres años, mostrándose en público en el plató de Operación Triunfo en 2017.

## Discografía
- 2011: Dentro del alma (disco)
- 2014: Dile que tú (single)
- 2019: Vivo (álbum)
- 2020: Libertad (single)
- 2020: Regalo (single)
- 2020: Nada (single)
- 2024: Volumen I (Cara A) (álbum)

## Filmografía

### Televisión
| Año  | Título                        | Cadena    | Rol              | Notas     | Ref.          |
| ---- | ----------------------------- | --------- | ---------------- | --------- | ------------- |
| 2012 | El número uno                 | Antena 3  | Concursante      | Ganador   |               |
| 2012 | Dando la nota                 | Antena 3  | Artista invitado |           |               |
| 2016 | Factor X                      | Telecinco | Concursante      | Finalista |               |
| 2019 | La Voz                        | Antena 3  | Coach itinerante |           | [ 13 ]        |
| 2021 | Top Star ¿Cuánto vale tu voz? | Telecinco | Participante     |           |               |
| 2023 | Pasapalabra                   | Antena 3  | Artista invitado |           | [ 19 ] [ 20 ] |
| 2023 | Tu cara me suena              | Antena 3  | Concursante      | Finalista |               |

### Teatro
| Año  | Obra                 | Director          | Tipo    | Personaje | Notas        | Ref.        |
| ---- | -------------------- | ----------------- | ------- | --------- | ------------ | ----------- |
| 2012 | Evita                | Jaime Azpilicueta | musical | Ché       | Protagonista | [ 6 ]       |
| 2023 | Jesucristo Superstar | Jaime Azpilicueta | musical | Jesús     | Protagonista | [ 7 ] [ 8 ] |